# Меморијални парк Петрова Гора
|  | Овај чланак је део чланка о Споменицима посвећеним Народноослободилачкој борби 1941—1945. |

Меморијални парк „Петрова гора“ (познат и под именом Спомен-подручје „Петрова гора“) основан је 1963. године, с циљем да се сачува сећање на тешке борбе партизана против окупатора и њихових домаћих сарадника и страдања углавном српских цивила на подручју Петрове горе. Парк се састоји од неколико историјских грађевина, које су после Другог светског рата реконструисане. Подручје је током рата у Хрватској било девастирано, а његова обнова је покренута 2004. године.

## Историјат

### Ратно време
У шуми Абез код Вргинмоста, представници ЦК КПХ су 19. јула 1941. године донели одлуку да се започе с оружаним устанком против усташко-окупаторске власти. Дана 27. јула, масовним устанком у селу Перна, започео је општи устанак села подно Петрове горе.
У септембру је донесена одлука о оснивању првих Народноослободилачких одбора, а у октобру одржана оснивачка седница Главног штаба НОВ Хрватске. дана 12. јануара 1942, Војнић је био прво ослобођено котарско место у Хрватској. Почетком 1942, ослобођен је скоро читав Кордун, а непријатељ покреће две неуспешне офанзиве. Партизани су пробијањем обруча спасили између 8 000 и 10 000 стараца, жена и деце. Дана 22. новембра 1942, у Цреварској Страни основана је Осма кордунашка дивизија НОВЈ. на овом подручју је готово непрекидно од 1942. боравио Котарски комитет КПХ за Карловац.
Развојем борбе, биле су основане разне обртничке радионице и штампарије. У болницама на Петровој гори лечило се око 10 000 рањених бораца, а да ниједан није пао непријатељу у руке. Од јануара 1944, па до ослобођења, у Црној Локви је радила штампарија листа „Напријед“, органа ЦК КПХ.

### Припреме за уређење спомен-парка
После завршетка Другог светског рата, због низа околности, у устаничким крајевима Лике, Кордуна и Баније пуних петнаест година није било организованог прикупљања и заштите изворних докумената, нити узимања сведочанства од преживелих учесника и сведока збивања догађаја од 1941. до 1945. године. Прикупљањем грађе коначно се почела бавити Комисија за хисторију при Котарском комитету СКЈ за Карловац на челу са њеним секретаром Ђуром Затезалом, 1960. године.
Исте године покренуто је евидентирање историјских локалитета из периода НОБ на Петровој гори, од којих је већина била у рушевном стању услед утицаја временских прилика и неодржавања. Биле су рушевне куће партизанских болница, штампарија, радионица, обрушене земунице и зарасли путови. једино је уочљиво још било партизанско гробље.
Подаци и сведочанства прикупљани су све до средине 1963. године, те је евидентирано до 80 историјских локалитета на подручју Петрове горе. На основу утврђених података, Конзерваторски завод у Загребу донео је Решење којим се утврђује да споменичко подручје Петрове горе има својство споменика културе народне револуције, те је уписано у регистар непокретних добара котара Карловац.

### Рад спомен-парка
Спомен-парк „Петрова гора“ основан је 1963. године, а за његовог првог управитеља био је изабран историчар Миле Дакић. Миле Дакић је све до 1990. године наставио да прикупља грађу везану уз ратну историју Петрове горе.
Године 1971, председник СФРЈ, Јосип Броз Тито, одликовао је Централну партизанску болницу на Петровој гори Орденом народног хероја.
Седиште управе споменичког подручја било је дуже времена у просторијама зграде Општине Војнић, а завршетком изградње споменика на Петровцу, премештено је унутар њега.
Пре рата, меморијални парк је посећивало више од 60 000 туриста годишње.

### Страдање 1990-их и обнова
Меморијални парк је страдао током рата у Хрватској од 1991. до 1995. године. Документи и сталан постав унутар споменика на Петровцу били су однесени или уништени, а са споменика су скидане скупоцене оплате од нерђајућег челика. Подручје је од тада било препуштено пропадању и намерној девастацији. Године 2004, на иницијативу СКД „Просвјете“, покренута је обнова оштећених објеката уз финансијску помоћ Министарства културе Републике Хрватске и општине Војнић.